# Dypsis prestoniana
Espèce
Statut de conservation UICN

 VU B1ab(ii,iii,v); D1 : Vulnérable
Dypsis prestoniana est une espèce de plantes de la famille des Arecaceae.

## Publication originale
- Palms of Madagascar 167–169. 1995.